# Новак Радонић
Новак Радонић (Мол, 13. март 1826 — Сремска Каменица, 11. јул 1890) био је српски сликар и писац. Уз Стевана Тодоровића и Ђуру Јакшића припада водећим сликарима српске епохе романтизма.

## Живот и дело
Радонић је рођен и одрастао у варошици Молу у Бачкој. Ту је завршио основну школу и затим наставио гимназију у Сегедину. Почео је тек средњу школу и његов отац занатлија је приметио склоност ка цртању свог сина и послао га је на занат код молера. Прве сликарске потезе стицао је код сликара Пере Пилића у Сенти. Касније прелази у Арад код сликара Николе Алексића. Као одушевљени омладинац учествовао је пожртвовано у бурним догађајима 1848-1849. године. Када је скупио нешто пара уписао се на сликарску академију у Бечу (1852—1856). После завршене бечке Академије, две године ради у Темишвару, Карловцима и Новом Саду до 1858. године. Новосадски период (1860-1863) у Радонићевом опусу представља најплоднији део његовог стваралаштва.
Заузимањем Јована Суботића отишао је 1858. године на двогодишње студијско путовање по Италији. Задивљен ремек-делима европске уметности почео је међутим да сумња у себе као сликара, и губи вољу за значајније подухвате. По повратку прима се првог посла у Сентомашу 1860. године, и то је његов крајњи уметнички домет. Осликао је иконостасе православних цркви у Сентомашу (Србобрану), Ади (1863) и Иланџи (1875).
Даровит и савестан, али несигуран и сумњичав према сопственом делу, без самопоуздања, увек у дилеми, двоумио се између рационалног и емотивног, класичног и романтичног, морализаторског и искреног, јавног и личног. Прошао је кроз више етапа уметничког развоја, од бидермајерско-назаренског приступа везаног за школовање, до романтичарског натурализма. Најбоље се исказао као портретиста, у области црквеног сликарства показао је зависност од академских шаблона, док је историјско-алегоријским композицијама заузео посебно место у српском ликовном романтизму. У свом раду се истакао нарочито у портретима а сликао је и историјске мотиве, копије, алегоријске сцене и једна пејзаж. Сматрао је да су праве слике слике великог формата.
Од 1864. био је редовни члан Матице Српске. Биран је за дописног члана Српског ученог друштва (претече САНУ). Бавио се пред смрт у Новом Саду, где је радио чиновнички посао и уз пут писао. Као потпредседник књижевног оделења Матице Српске обављао је функцију библиотекара и архивара.
Као писац писао је књижевне и новинске крокије, козерије и памфлете и писао је у Жижи, Комарцу, Змају и Даници. Пред смрт је предао Матици српској рукопис: „Речи којих у Вукову Рјечнику нема“.
Умро је у 64-ој години живота, у Сремској Каменици, у кући песника Јована Јовановића Змаја. Дошао је ту маја 1890. године да би се лечио болестан и депресиван. Сахрањен је на каменичком гробљу од стране бројних поштовалаца и пријатеља.
Његова позната дела су: Смрт Краљевића Марка, Виле крунишу Бранка Радићевића, Смрт цара Уроша.
Сматра се једним од водећих сликара српског романтизма.
У Молу се налази школа која носи његово име. Стална поставка репродукција Радонићевих најважнијих дела налази се у Дому културе у Молу.
Родна кућа Новака Радонића представљала је споменик културе све до 2006. године када је порушена.

## Дела
- Молска мудровања Новака Радонића: која су од више година у разним листовима под знаком "Н" излазила : с додатком неколико приповетчица. Књ.1, 1878[12]
- Молска мудровања Новака Радонића која су од више година у разним листовима под знаком "Н." излазила. : с додатком неколико приповетчица. Књ. 2, 1879[13]
- Речи којих у Вукову Рјечнику нема[1]

## Галерија
- Фотографија Новака Радонића (око 1860)
- Смрт Краљевића Марка, 1848.
- Аутопортрет, 1857.
- Персида Сарачевић, 1857, Народни музеј у Београду
- Димитрије Сарачевић, 1857, Народни музеј у Београду
- Портрет младог Душана Поповића, 1857.
- Каменовање Светог Стефана, 1857.
- Лукијан Мушицки, 1858.
- Портрет свештеника Лукијана Николајевића, 1859.
- Антички храм, 1859.
- Девојка са канаринцем, Галерија Матице српске, 1865.
- Портрет др Данила Медаковића
- Портрет Милоша Димитријевића
- Портрет Доситеја Обрадовића
- Ђорђе Ф. Недељковић
- Михаило Полит-Десанчић
- Јаков Игњатовић
- Јелисавета Савка Суботић
- Марија Димитријевић
- Амор теше лук, 1852.
- Студија мушкарца са брадом, 1859.